# Temnoscelis waddeli
Temnoscelis waddeli är en skalbaggsart som beskrevs av Louis Alexandre Auguste Chevrolat 1855. Temnoscelis waddeli ingår i släktet Temnoscelis och familjen långhorningar.
Artens utbredningsområde är Nigeria. Inga underarter finns listade i Catalogue of Life.